# Blepharella laetabilis
Blepharella laetabilis är en tvåvingeart som först beskrevs av Villeneuve 1933.  Blepharella laetabilis ingår i släktet Blepharella och familjen parasitflugor. Inga underarter finns listade i Catalogue of Life.